# Julia Montés
Julia Montés, pseudonimo di Mara Hautea Schnittka (Pandacan, 19 marzo 1995), è un'attrice e modella filippina.
Considerata nel proprio paese fra le attrici più promettenti della sua generazione, grazie alla sua intensità interpretativa è stata soprannominata "principessa reale del drama" ("Royal Prinsesa ng Drama"). È nota per la sua partecipazione in numerosi drama filippini negli anni duemiladieci.

## Carriera
Già dalla più giovane età Julia Montés passa molto tempo sul set. Agli inizi della sua carriera prende parte ad alcuni programmi della GMA, recitando ad esempio come figlia di Robin Da Rosa ed Angelu de Leon nella serie Sana Ay Ikaw Na Nga (2001), oppure in episodi della serie antologica Magpakailanman.
Al termine della serie Ikaw Lamang, nel gennaio 2015 recita nel film Halik sa Hangin, assieme a Gerald Anderson e JC de Vera. La pellicola, diretta da Emmanuel Quindo Palo, viene pubblicata il 28 gennaio. Grazie alla sua interpretazione della protagonista Mia Generoso, la giovane attrice riceve inoltre gli apprezzamenti della critica.